# Championnat de France amateurs de football 1970-1971
Navigation
Division Nationale 1969-1970 Division 3 1971-1972
Le championnat de France amateurs de football 1970-1971 est la 33e et dernière édition du championnat de France amateurs, organisé par la Fédération française de football. Comme toutes les éditions précédentes, elle est ouverte uniquement à des équipes premières,.
Il s'agit de la 23e édition disputée sous forme de championnat annuel, appelé Division Nationale, qui constitue alors le premier niveau de la hiérarchie du football amateur français. Une grande réforme des compétitions est entreprise en début de saison qui vise à réunir dans une même pyramide les championnats professionnels et amateurs en 1972. Mais le projet est modifié lors de l'Assemblée fédérale d'avril 1971 à Paris; le championnat de France amateurs est alors remplacé par la Division 3 dès la saison 1971-72.
La compétition est remportée par le FC Nantes qui bat en finale l'AS Saint-Étienne.

## Division Nationale

### Groupe Nord
Le groupe Nord est remporté par le CA Mantes.
| Rang | Équipe                  | Pts | J  | G  | N | P  | Bp | Bc | GA    |
| ---- | ----------------------- | --- | -- | -- | - | -- | -- | -- | ----- |
| 1    | CA Mantes               | 37  | 24 | 15 | 7 | 2  | 53 | 17 | 3,118 |
| 2    | US Valenciennes         | 33  | 24 | 13 | 7 | 4  | 43 | 17 | 2,529 |
| 3    | EAC Roubaix             | 31  | 24 | 13 | 5 | 6  | 42 | 22 | 1,909 |
| 4    | CS Sedan                | 31  | 24 | 13 | 5 | 6  | 44 | 26 | 1,692 |
| 5    | Stade de Reims          | 28  | 24 | 12 | 4 | 8  | 39 | 25 | 1,560 |
| 6    | AS Aulnoye              | 27  | 24 | 9  | 9 | 6  | 22 | 20 | 1,100 |
| 7    | Olympique Saint-Quentin | 23  | 24 | 9  | 5 | 10 | 25 | 29 | 0,862 |
| 8    | SC Abbeville            | 22  | 24 | 11 | 0 | 13 | 26 | 29 | 0,897 |
| 9    | SC Hazebrouck           | 22  | 24 | 7  | 8 | 9  | 26 | 25 | 1,040 |
| 10   | RC Calais               | 20  | 24 | 7  | 6 | 11 | 20 | 34 | 0,588 |
| 11   | USM Senlis              | 16  | 24 | 6  | 4 | 14 | 25 | 45 | 0,556 |
| 12   | AS Beauvais-Marissel    | 14  | 24 | 5  | 4 | 15 | 20 | 48 | 0,417 |
| 13   | RC Épernay              | 8   | 24 | 3  | 2 | 19 | 29 | 77 | 0,377 |

### Groupe Ouest
Le groupe Ouest est remporté par le Football Club de Nantes. L'Évreux athletic club Football, deuxième du championnat, accède au championnat National groupe A, profitant des nouveaux règlements qui stipulent que les équipes premières de clubs autorisés à utiliser des joueurs professionnels (équipes réserves à partir de la saison 1971-1972) ne sont plus admises dans le Championnat National.
| Rang | Équipe          | Pts | J  | G  | N | P  | Bp | Bc | GA    |  | Résultats (▼ dom., ► ext.) | FCN | EVR | SOC | STB | USG | SCO | USC | UCK | OCC | LUC | SOM | SCC | FCR |
| ---- | --------------- | --- | -- | -- | - | -- | -- | -- | ----- |  | -------------------------- | --- | --- | --- | --- | --- | --- | --- | --- | --- | --- | --- | --- | --- |
| 1    | FC Nantes       | 35  | 24 | 14 | 7 | 3  | 54 | 23 | 2,348 |  | FC Nantes                  |     | 1-1 | 4-1 | 1-1 | 3-1 | 2-2 | 1-1 | 2-1 | 2-0 | 3-1 | 6-1 | 5-1 | 4-0 |
| 2    | Évreux AC       | 32  | 24 | 13 | 6 | 5  | 40 | 18 | 2,222 |  | Évreux AC                  | 0-2 |     | 0-2 | 0-0 | 1-2 | 1-2 | 2-1 | 2-0 | 2-1 | 3-0 | 0-0 | 3-1 | 2-0 |
| 3    | SO Cholet       | 31  | 24 | 13 | 5 | 6  | 47 | 27 | 1,741 |  | SO Cholet                  | 2-2 | 1-3 |     | 3-1 | 1-3 | 1-2 | 3-0 | 0-0 | 2-1 | 1-0 | 5-1 | 1-0 | 8-1 |
| 4    | Stade briochin  | 25  | 24 | 9  | 7 | 8  | 31 | 28 | 1,107 |  | Stade briochin             | 0-4 | 1-1 | 0-1 |     | 2-2 | 1-0 | 2-1 | 1-1 | 1-1 | 2-0 | 1-0 | 2-0 | 6-0 |
| 5    | US Granville    | 25  | 24 | 9  | 7 | 8  | 32 | 30 | 1,067 |  | US Granville               | 2-1 | 1-0 | 1-1 | 2-1 |     | 0-2 | 0-0 | 0-2 | 0-0 | 2-1 | 1-1 | 5-0 | 1-1 |
| 6    | Angers SCO      | 25  | 24 | 10 | 5 | 9  | 41 | 41 | 1,000 |  | Angers SCO                 | 1-3 | 0-3 | 1-3 | 3-1 | 3-1 |     | 0-0 | 2-2 | 1-4 | 1-2 | 1-3 | 3-2 | 5-0 |
| 7    | US Concarneau   | 25  | 24 | 8  | 9 | 7  | 26 | 27 | 0,963 |  | US Concarneau              | 1-0 | 0-0 | 1-6 | 0-1 | 1-0 | 0-2 |     | 0-0 | 7-2 | 1-1 | 1-0 | 2-0 | 2-1 |
| 8    | UCK Vannes      | 24  | 24 | 8  | 8 | 8  | 34 | 30 | 1,133 |  | UCK Vannes                 | 0-0 | 1-2 | 4-0 | 0-3 | 0-1 | 2-2 | 0-0 |     | 2-2 | 4-1 | 3-0 | 0-1 | 3-0 |
| 9    | OC ChâteaudunP  | 24  | 24 | 9  | 6 | 9  | 36 | 37 | 0,973 |  | OC ChâteaudunP             | 2-1 | 0-2 | 0-0 | 2-0 | 4-2 | 2-3 | 1-1 | 5-1 |     | 1-4 | 2-2 | 2-1 | 0-1 |
| 10   | Amicale de Lucé | 22  | 24 | 9  | 4 | 11 | 39 | 39 | 1,000 |  | Amicale de Lucé            | 2-3 | 0-1 | 2-1 | 2-2 | 1-1 | 3-1 | 1-0 | 1-2 | 0-2 |     | 2-1 | 2-2 | 7-2 |
| 11   | SO Maine        | 21  | 24 | 8  | 5 | 11 | 37 | 45 | 0,822 |  | SO Maine                   | 1-2 | 1-5 | 0-0 | 2-0 | 3-1 | 3-1 | 2-2 | 2-3 | 2-0 | 1-3 |     | 3-1 | 3-2 |
| 12   | SC Challans     | 19  | 24 | 7  | 5 | 12 | 27 | 41 | 0,659 |  | SC Challans                | 1-1 | 0-0 | 0-1 | 2-1 | 1-0 | 1-1 | 1-2 | 3-1 | 0-1 | 2-1 | 3-1 |     | 2-2 |
| 13   | FC Rouen        | 4   | 24 | 1  | 2 | 21 | 14 | 72 | 0,194 |  | FC Rouen                   | 0-1 | 1-6 | 0-3 | 0-1 | 0-3 | 1-2 | 1-2 | 0-2 | 0-1 | 0-2 | 0-4 | 1-2 |     |

### Groupe Centre
La Division 3 groupe Centre est remportée par le Club Sportif Cuiseaux-Louhans, qui monte dans le championnat National 1971-1972.
| Rang | Équipe                    | Pts | J  | G  | N  | P  | Bp | Bc | GA    |
| ---- | ------------------------- | --- | -- | -- | -- | -- | -- | -- | ----- |
| 1    | CS Louhans-Cuiseaux       | 34  | 24 | 14 | 6  | 4  | 45 | 24 | 1,875 |
| 2    | US Baume-les-Dames        | 33  | 24 | 15 | 3  | 6  | 47 | 25 | 1,880 |
| 3    | AJ Auxerre                | 30  | 24 | 11 | 8  | 5  | 33 | 24 | 1,375 |
| 4    | RC France                 | 29  | 24 | 12 | 5  | 7  | 40 | 22 | 1,818 |
| 5    | Red Star FC               | 26  | 24 | 11 | 4  | 9  | 35 | 28 | 1,250 |
| 6    | USM Malakoff              | 23  | 24 | 8  | 7  | 9  | 25 | 28 | 0,893 |
| 7    | AS Orléans                | 23  | 24 | 7  | 9  | 8  | 30 | 32 | 0,938 |
| 8    | AS Moulins                | 22  | 24 | 7  | 8  | 9  | 31 | 40 | 0,775 |
| 9    | JGA Nevers                | 22  | 24 | 6  | 10 | 8  | 38 | 44 | 0,864 |
| 10   | AS Decize                 | 22  | 24 | 8  | 6  | 10 | 27 | 35 | 0,771 |
| 11   | CL Dijon                  | 20  | 24 | 6  | 8  | 10 | 25 | 30 | 0,833 |
| 12   | PS Besançon               | 16  | 24 | 2  | 12 | 10 | 23 | 33 | 0,697 |
| 13   | AS Amicale Maisons-Alfort | 12  | 24 | 3  | 6  | 15 | 24 | 58 | 0,414 |

### Groupe Est
Le groupe Est est remporté par l'AC Mouzon, qui est de ce fait promu en championnat National.
| Rang | Équipe         | Pts | J  | G  | N  | P  | Bp | Bc | GA    |
| ---- | -------------- | --- | -- | -- | -- | -- | -- | -- | ----- |
| 1    | AC Mouzon      | 33  | 22 | 15 | 3  | 4  | 46 | 22 | 2,091 |
| 2    | AS Mutzig      | 32  | 22 | 14 | 4  | 4  | 52 | 19 | 2,737 |
| 3    | FC Metz        | 27  | 22 | 12 | 3  | 7  | 47 | 30 | 1,567 |
| 4    | AS Strasbourg  | 25  | 22 | 10 | 5  | 7  | 32 | 25 | 1,280 |
| 5    | FC Saint-Louis | 25  | 22 | 11 | 3  | 8  | 36 | 37 | 0,973 |
| 6    | CS Vittel      | 24  | 22 | 10 | 4  | 8  | 33 | 34 | 0,971 |
| 7    | SR Saint-Dié   | 22  | 22 | 6  | 10 | 6  | 21 | 23 | 0,913 |
| 8    | AS Talange     | 21  | 22 | 8  | 5  | 9  | 35 | 33 | 1,061 |
| 9    | AS Mulhouse    | 18  | 22 | 6  | 6  | 10 | 29 | 38 | 0,763 |
| 10   | SR Delle       | 17  | 22 | 8  | 1  | 13 | 29 | 47 | 0,617 |
| 11   | US Forbach     | 13  | 22 | 3  | 7  | 12 | 18 | 38 | 0,474 |
| 12   | FC Kronenbourg | 7   | 22 | 3  | 1  | 18 | 20 | 62 | 0,323 |

### Groupe Sud-Ouest
Le groupe Sud-Ouest est remporté par l'ES La Rochelle, qui accède de ce fait au championnat National.
| Rang | Équipe                    | Pts | J  | G  | N | P  | Bp | Bc | GA    |
| ---- | ------------------------- | --- | -- | -- | - | -- | -- | -- | ----- |
| 1    | ES La Rochelle            | 33  | 22 | 15 | 3 | 4  | 44 | 18 | 2,444 |
| 2    | Girondins de Bordeaux     | 32  | 22 | 14 | 4 | 4  | 37 | 16 | 2,313 |
| 3    | Bagnères-de-Luchon Sports | 31  | 22 | 13 | 5 | 4  | 38 | 19 | 2,000 |
| 4    | US Albi                   | 28  | 22 | 11 | 6 | 5  | 39 | 16 | 2,438 |
| 5    | Chamois niortais FC       | 23  | 22 | 9  | 5 | 8  | 29 | 23 | 1,261 |
| 6    | ES Castres                | 23  | 22 | 9  | 5 | 8  | 21 | 19 | 1,105 |
| 7    | SO Mazamet                | 23  | 22 | 9  | 5 | 8  | 30 | 27 | 1,111 |
| 8    | Stade montois             | 19  | 22 | 5  | 9 | 8  | 26 | 32 | 0,813 |
| 9    | Stade ruthénois           | 15  | 22 | 4  | 7 | 11 | 10 | 31 | 0,323 |
| 10   | UES Montmorillon          | 15  | 22 | 6  | 3 | 13 | 21 | 50 | 0,420 |
| 11   | US Cazères                | 11  | 22 | 3  | 5 | 14 | 15 | 30 | 0,500 |
| 12   | US Villenave-d'Ornon      | 11  | 22 | 2  | 7 | 13 | 16 | 45 | 0,356 |

### Groupe Sud-Est
Le Groupe Sud-Est est remporté par l'AS Saint-Étienne. En terminant à la deuxième place du groupe, le FC Martigues obtient sa promotion en championnat National, le nouveau règlement stipule que les équipes premières de clubs autorisés à utiliser des joueurs professionnels (équipes réserves à partir de la saison 1971-1972) ne sont plus admises dans le championnat National,.
| Rang | Équipe             | Pts | J  | G  | N | P  | Bp | Bc | GA    |
| ---- | ------------------ | --- | -- | -- | - | -- | -- | -- | ----- |
| 1    | AS Saint-Étienne   | 30  | 22 | 13 | 4 | 5  | 69 | 20 | 3,450 |
| 2    | FC Martigues       | 29  | 22 | 12 | 5 | 5  | 47 | 33 | 1,424 |
| 3    | ROS Menton         | 28  | 22 | 11 | 6 | 5  | 35 | 19 | 1,842 |
| 4    | FC Annecy          | 27  | 22 | 10 | 7 | 5  | 36 | 16 | 2,250 |
| 5    | US Marignane       | 27  | 22 | 12 | 3 | 7  | 34 | 25 | 1,360 |
| 6    | Olympique lyonnais | 22  | 22 | 8  | 6 | 8  | 41 | 26 | 1,577 |
| 7    | Brassac-Frugères   | 21  | 22 | 6  | 9 | 7  | 25 | 34 | 0,735 |
| 8    | AS Montferrand     | 21  | 22 | 6  | 9 | 7  | 19 | 37 | 0,514 |
| 9    | FC Villefranche    | 20  | 22 | 8  | 4 | 10 | 27 | 34 | 0,794 |
| 10   | La Combelle CA     | 17  | 22 | 5  | 7 | 10 | 20 | 45 | 0,444 |
| 11   | SO Pont-de-Chéruy  | 11  | 22 | 3  | 5 | 14 | 20 | 45 | 0,444 |
| 12   | SA Thiers          | 11  | 22 | 4  | 3 | 15 | 27 | 66 | 0,409 |

## Phase finale
En fin de saison, les vainqueurs de groupe sont répartis en deux poules de trois équipes. Les vainqueurs des deux poules s'affrontent ensuite en finale pour désigner le champion de France amateurs.

### Poule A
| Rang | Équipe    | Pts | J | G | N | P | Bp | Bc | GA    |  | Résultats (▼ dom., ► ext.) | FCN | CAM | ACM |
| ---- | --------- | --- | - | - | - | - | -- | -- | ----- |  | -------------------------- | --- | --- | --- |
| 1    | FC Nantes | 7   | 4 | 3 | 1 | 0 | 6  | 1  | 6,000 |  | FC Nantes                  |     | 1-0 | 3-1 |
| 2    | CA Mantes | 4   | 4 | 1 | 2 | 1 | 2  | 2  | 1,000 |  | CA Mantes                  | 0-0 |     | 1-1 |
| 3    | AC Mouzon | 1   | 4 | 0 | 1 | 3 | 2  | 7  | 0,286 |  | AC Mouzon                  | 0-2 | 0-1 |     |

### Poule B
| Rang | Équipe              | Pts | J | G | N | P | Bp | Bc | GA    |  | Résultats (▼ dom., ► ext.) | ASSE | CSCL | ESR |
| ---- | ------------------- | --- | - | - | - | - | -- | -- | ----- |  | -------------------------- | ---- | ---- | --- |
| 1    | AS Saint-Étienne    | 6   | 4 | 2 | 2 | 0 | 7  | 4  | 1,750 |  | AS Saint-Étienne           |      | 2-2  | 3-1 |
| 2    | CS Cuiseaux-Louhans | 4   | 4 | 1 | 2 | 1 | 4  | 4  | 1,000 |  | CS Cuiseaux-Louhans        | 0-1  |      | 0-0 |
| 3    | ES La Rochelle      | 2   | 4 | 0 | 2 | 2 | 3  | 6  | 0,500 |  | ES La Rochelle             | 1-1  | 1-2  |     |

### Finale
Le FC Nantes remporte le championnat de France amateurs.
| Entraîneur : |
| Zaetta       |

| Entraîneur : |
| Philippe     |

| Entraîneur : |
| Zaetta       |

| Entraîneur : |
| Philippe     |